# شعار إقليم الأندلس

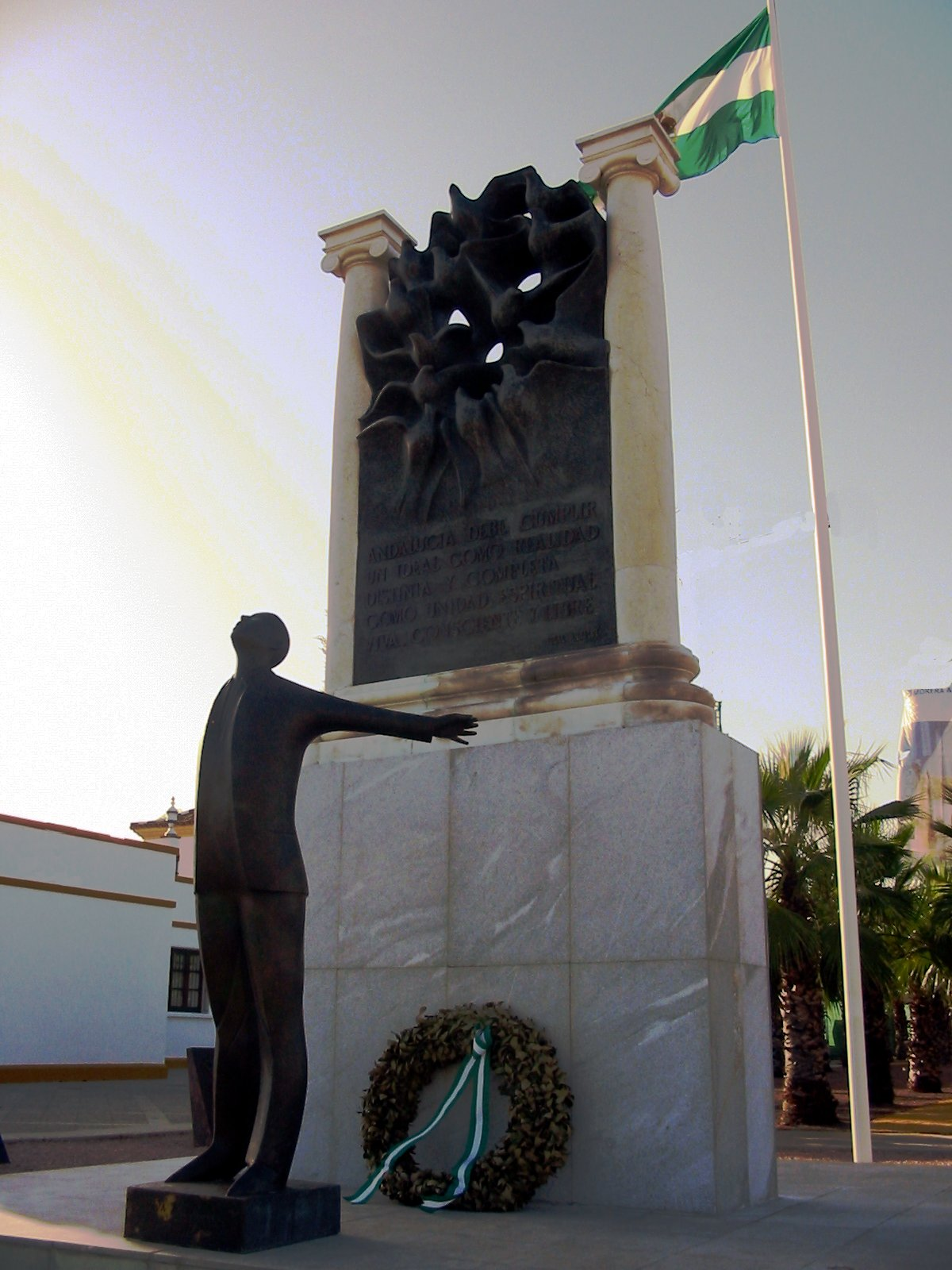
نصب تذكاري لبلاس إنفانتي أب الأندلس في المكان الذي أعدمته في الفلانخي سنة 1936.

شعار الأندلس (بالإسبانية: Escudo de Andalucía)‏ هو الرمز الرسمي لإقليم الأندلس وهو إحدى المناطق ذات الحكم الذاتي في إسبانيا.رغم أنه يسمى غالبًا ب"شعار النبالة" (أو escudo بالإسبانية)، إلا أنه من الناحية الفنية يُعتبر شعارًا وليس شعار نبالة إذ لم يصمم وفقًا للقواعد التقليدية للشعارات النبالية.

## الأصل
يعود أصل شعار الأندلس إلى اتفاقية أقرتها جمعية رندة المؤيدة للحكم الذاتي في عام 1918، قام بتصميم الشعار بلاس إنفانتي المعروف بـ "أبو الأندلس". بعد أكثر من سبعة عقود نصت المادة الثالثة من قانون الحكم الذاتي لإقليم الأندلس لعام 1982 على التالي:
سيكون للأندلس شعارها الخاص الذي اعتمده برلمانها ويتضمن الشعار العبارة التالية: 'ANDALUCÍA POR SÍ, PARA ESPAÑA Y LA HUMANIDAD' (الأندلس بنفسها، لإسبانيا وللبشرية)، مع الالتزام بالاتفاقية التي أقرتها جمعية رندة عام 1918.